# Montreuil-aux-Lions
Montreuil-aux-Lions – miejscowość i gmina we Francji, w regionie Hauts-de-France, w departamencie Aisne.
Według danych na styczeń 2014 roku gminę zamieszkiwało 1427 osób, a gęstość zaludnienia wynosiła 109,9 osób/km².